# Hurso
Hurso (Äthiopische Schrift: ሉርሶ) ist ein Ort in der Woreda Erer in der Shinile-Zone der Somali-Region in Äthiopien. Es liegt etwa 26 km westlich von Dire Dawa an der Bahnstrecke von Addis Abeba nach Dschibuti und ist Standort eines Militärlagers.

## Bevölkerung
Nach Angaben der Zentralen Statistikagentur Äthiopiens für 2005 hatte Hurso 3.318 Einwohner. 1997 waren von 2.226 Einwohnern 59,88 % Somali, 22,46 % Oromo und 11,99 % Amharen; 5,67 % gehörten anderen ethnischen Gruppen an.
Entlang der Bahnstrecke zwischen Hurso und Bike dominieren die Gurgura – die von gemischter Somali- und Oromo-Abstammung sind – den Handel.

## Geschichte
Ab dem 12. Februar 1994 organisierte die landesweit regierende Koalition EPRDF im Militärlager von Hurso ein dreitägiges Treffen, an dem die Ethiopian Somali Democratic League als neue Regionalpartei für die Somali-Region gegründet wurde. Premierminister Tamrat Layne sprach zu den 1.500 Delegierten, und auch die beiden Somali-Minister in der Bundesregierung, Abdimajid Hussein und Shamsudiin Ahmed, wohnten der Versammlung bei und wurden Präsident bzw. Generalsekretär der neuen Partei. Tage zuvor hatte Präsident Meles Zenawi in Harar Clanälteste und Politiker der Somali ermahnt, mit der EPRDF zu kooperieren.
2006 verbrachten Angehörige des US-amerikanischen 294th Infantry Regiment ein Jahr im Camp Hurso, um Soldaten der äthiopischen Armee auszubilden.